# Резолюция 29 на Съвета за сигурност на ООН
Резолюция 29 на Съвета за сигурност на ООН е приета единодушно на 29 август 1947 г., след като Съветът разглежда, а в някои случаи и след като преразглежда молбите за членство в Организацията на обединените нации на Народна република Албания, Монголскта народна република, Хашемитското кралство Трансйордания, Ирландия, Португалия, Унгария, Италия, Румъния, България, Австрия, Йемен и Пакистан. Резолюцията препоръчва на Общото събрание на ООН да приеме за членове на организацията Йемен и Пакистан.
Резолюция 29 е приета, след като Съветът за сигурност изслушва доклада на специалния Комитет за приемане на нови членове на организацията, който доклад се отнася до преразглеждането на молбите на Народна република Албания, Монголската народна република, Хашемитското кралство Трансйордания, Ирландия, Португалия и разглеждането на тези, подадени от Унгария, Италия, Румъния, България, Австрия, Йемен и Пакистан